# Cronotassi dei comandanti delle truppe alpine
Di seguito è riportato l'elenco cronologico dei comandanti del Comando truppe alpine e suoi predecessori, a iniziare da questi ultimi. Si tenga presente che gli Alpini vennero istituiti solo nel 1872, per cui fino a tale data i comandi militari menzionati di seguito non avevano truppe alpine ai propri ordini.

## IV Grande comando militare (1860)
- Tenente generale Domenico Cucchiari
- Tenente generale Enrico Cialdini

## Comando IV Corpo d'armata mobilitato (1860-1861)
- Tenente generale Enrico Cialdini

## Comando IV Corpo d'armata mobilitato (1866)
- Tenente generale Enrico Cialdini
- Tenente generale Agostino Petitti Bagliani di Roreto

## Comando IV Corpo d'esercito (1870)
- Tenente generale Raffaele Cadorna

## Comando generale d'esercito in Roma (1870-1873)
- Tenente generale Umberto di Savoia, principe di Piemonte

## IV Comando generale (1873-1877)
- Tenente generale Luigi Mezzacapo

## Comando IV Corpo d'armata (1877-1919)
- Tenente generale Cesare Francesco Ricotti-Magnani
- Tenente generale Maurizio Gerbaix de Sonnaz
- Tenente generale Leone Pelloux
- Tenente generale Luigi Majnoni d'Intignano
- Tenente generale Giuseppe Ottolenghi
- Tenente generale Luchino Del Mayno
- Tenente generale Ettore Pedotti
- Tenente generale Luigi Cadorna
- Tenente generale Camillo Tommasi di Scillato
- Tenente generale Tullo Masi

## Comando IV Corpo d'armata mobilitato (1915-1919)
- Tenente generale Mario Nicolis di Robilant
- Tenente generale Giulio Cesare Tassoni
- Tenente generale Alberto Cavaciocchi
- Tenente generale Asclepia Gandolfo

## Comando IV Corpo d'armata (1919-1940)
- Tenente generale Alfredo Taranto
- Tenente generale Ettore Giuria
- Generale di corpo d'armata Angelo Modena
- Generale di corpo d'armata Federico Baistrocchi
- Generale di corpo d'armata Valentino Bobbio
- Generale di corpo d'armata Francesco Guidi
- Generale di corpo d'armata Filiberto di Savoia-Genova

## Comando IV Corpo d'armata mobilitato (1940-1943)
- Generale di corpo d'armata Camillo Mercalli
- Generale di corpo d'armata Carlo Spatocco
- Generale di divisione Carlo Rivolta (ad interim)
- Generale di corpo d'armata Carlo Spatocco

## Comando Corpo d'armata alpino (1940-1943)
- Gen. C.A. Luigi Negri Cesi
- Gen. D. Ugo Santovito
- Gen. C.A. Carlo Rossi
- Gen. C.A. Gabriele Nasci

COMANDO CORPO D'ARMATA ALPINO (XXVI) (1941)
- Gen. C.A. Gabriele Nasci
- Gen. D. Ugo Santovito (interim)

COMANDO CORPO D'ARMATA ALPINO (1942-43)
- Gen. C.A. Gabriele Nasci

## IV Comando militare territoriale (1945-1952)
- Generale di divisione Giacomo Negroni (ad interim)
- Generale di divisione Ugo Buoncompagni
- Generale di corpo d'armata Ugo Fongoli

## Comando IV Corpo d'armata (1952-1972)
- Generale di corpo d'armata Clemente Primieri
- Generale di divisione Fernando Moech (ad interim)
- Generale di corpo d'armata Federico Moro
- Generale di corpo d'armata Giuseppe Lorenzotti
- Generale di corpo d'armata Camillo Costamagna
- Generale di corpo d'armata Aldo Beolchini
- Generale di corpo d'armata Emiliano Scotti
- Generale di corpo d'armata Giovanni Verando
- Generale di corpo d'armata Carlo Ciglieri
- Generale di corpo d'armata Enzo Marchesi
- Generale di corpo d'armata Corrado San Giorgio
- Generale di corpo d'armata Antonio Taverna
- Generale di corpo d'armata Tito Corsini

## Comando IV Corpo d'armata alpino (1972-1976)
- Generale di corpo d'armata Franco Andreis

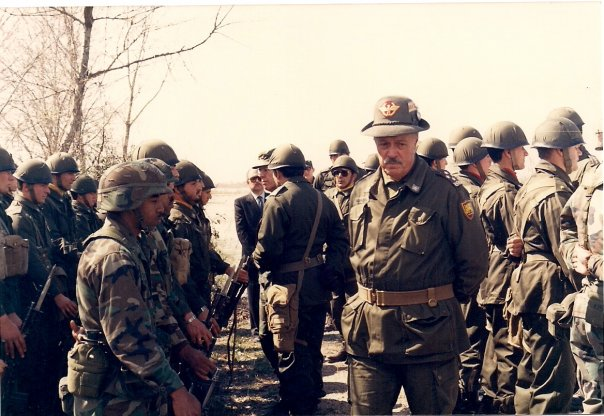
1988 circa: il generale Benito Gavazza, all'epoca della foto comandante del FTASE ed ex comandante 4º Corpo d'Armata Alpino, mentre ispeziona un reparto della 3ª Brigata missili "Aquileia" durante un'esercitazione

- Generale di corpo d'armata Piero Zavattaro Ardizzi

## Comando 4º Corpo d'armata alpino (1976-1997)
- Generale di corpo d'armata Bruno Gallarotti
- Generale di corpo d'armata Lorenzo Valditara
- Generale di corpo d'armata Giorgio Donati
- Generale di corpo d'armata Luigi Poli
- Generale di corpo d'armata Benito Gavazza
- Generale di corpo d'armata Fulvio Meozzi
- Generale di corpo d'armata Giuseppe Rizzo
- Generale di corpo d'armata Luigi Federici
- Generale di corpo d'armata Luigi Manfredi
- Generale di corpo d'armata Angelo Becchio
- Generale di corpo d'armata Pasquale De Salvia

## Comando truppe alpine

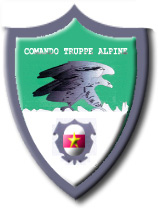
Simbolo del Comando truppe alpine

- Generale di corpo d'armata Pasquale De Salvia (1 ottobre 1997 - 2 dicembre 2000)
- Generale di corpo d'armata Roberto Scaranari (2 dicembre 2000 - 25 settembre 2002)
- Generale di corpo d'armata Bruno Iob (25 settembre 2002 - 29 luglio 2005)
- Generale di corpo d'armata Ivan Felice Resce (29 luglio 2005 - 19 dicembre 2006)
- Generale di corpo d'armata Armando Novelli (19 dicembre 2006 - 5 febbraio 2008)
- Generale di corpo d'armata Bruno Petti (5 febbraio 2008 - 27 febbraio 2009)
- Generale di corpo d'armata Alberto Primicerj (27 febbraio 2009 - 13 settembre 2014)
- Generale di corpo d'armata Federico Bonato (13 settembre 2014 - 8 febbraio 2018)
- Generale di corpo d'armata Claudio Berto  (8 febbraio 2018 - 11 novembre 2021)
- Generale di corpo d'armata Ignazio Gamba (dall'11 novembre 2021- 26 luglio 2024)
- Generale di divisione      Michele Risi (dal 26 luglio 2024 in carica)